# Arrondissement d'Eckartsberga
L'arrondissement d'Eckartsberga est un arrondissement du royaume de Prusse et de la SBZ puis de la RDA existant entre 1816 et 1952. De 1950 à 1952, il s'appelle arrondissement de Kölleda.

## Histoire

### Royaume de Prusse
Dans le cadre des réformes administratives prussiennes après le congrès de Vienne, l'arrondissement d'Eckartsberga est créé dans le district de Mersebourg dans la province de Saxe. Il se compose essentiellement des bureaux historiques d'Eckartsberga (de), Heldrungen (de) et Sachsenburg. Le bureau de l'arrondissement est initialement à Wiehe. Le 1er janvier 1818, le village de Großmonra est transféré de l'arrondissement de Weißensee (de) à l'arrondissement d'Eckartsberga. Le bureau de l'arrondissement est déplacé à Kölleda en 1824.
Le 21 juillet 1875, des parties du district de domaine de Memleben et du domaine du monastère sur la rive gauche de l'Unstrut, sont transférées de l'arrondissement de Querfurt (de) à l'arrondissement d'Eckartsberga. Dans le même temps, des parties du district de domaine de Wendelstein sur la rive droite de l'Unstrut sont transférées de l'arrondissement d'Eckartsberga à l'arrondissement de Querfurt.
Le 30 septembre 1929, une réforme territoriale a lieu dans l'arrondissement d'Eckartsberga, comme dans le reste de l'État libre de Prusse, dans laquelle tous les districts de domaine indépendants sont dissous et attribués aux communes voisines. Après la dissolution de la province de Saxe le 1er Juillet 1944, l'arrondissement fait partie de la nouvelle province de Halle-Mersebourg. Au printemps 1945, le quartier est occupé par l'armée américaine.

### RDA
Le 1er juillet 1950, la RDA subit sa première réforme territoriale, au cours de laquelle l'arrondissement d'Eckartsberga est rebaptisé arrondissement de Kölleda et les communes d'Hirschroda et Krawinkel sont transférées à l'arorndissement de Querfurt. Dans le même temps, de nombreuses petites communes de l'arrondissement sont incorporées dans de plus grandes communes voisines.
Dans le cadre de la réforme d'arrondissement de la RDA, l'arrondissement de Kölleda est dissous le 25 juillet 1952 :
- La commune d'Auerstedt est transféré au nouveau arrondissement d'Apolda (de).

- Les villes d'Heldrungen et Wiehe et les communes de Bilzingsleben, Bretleben, Donndorf, Etzleben, Gorsleben, Hauteroda, Hemleben, Kannawurf, Langenroda, Nausitz, Oberheldrungen, Reinsdorf et Sachsenburg forment le nouveau arrondissement d'Artern (de).

- La ville d'Eckartsberga et les communes de Burgheßler, Burgholzhausen, Burkersroda, Herrengosserstedt, Klosterhäseler, Tromsdorf et Wischroda sont transférées dans le nouveau arrondissement de Naumbourg (de).

- La ville de Bad Bibra et les communes de Billroda, Bucha, Kahlwinkel, Lossa, Memleben, Saubach, Steinburg et Wohlmirstedt sont transférées dans le nouveau arrondissement de Nebra (de).

- La ville de Kölleda et les communes de Bachra, Beichlingen, Büchel, Dermsdorf, Frohndorf, Griefstedt, Großmonra, Leubingen, Ostramondra, Roldisleben, Rothenberga, Schillingstedt et Stödten sont transférées au nouveau arrondissement de Sömmerda (de).

Les arrondissements d'Artern, Naumburg et Nebra sont transférés au nouveau district de Halle et les arrondissements d'Apolda et Sömmerda au nouveau district d'Erfurt.

### République fédérale d'Allemagne
Au cours de la formation des États fédéraux en 1990, les arrondissements de Nebra et de Naumburg deviennent une partie de l'État de Saxe-Anhalt, tandis que les arrondissements d'Artern, Sömmerda et Apolda deviennent une partie de l'État libre de Thuringe.

## Évolution de la démographie
| Année | Habitants | Source |
| ----- | --------- | ------ |
| 1816  | 27 039    | [ 3 ]  |
| 1843  | 35 877    | [ 4 ]  |
| 1871  | 39 280    | [ 5 ]  |
| 1890  | 39 403    | [ 6 ]  |
| 1900  | 38 450    | [ 6 ]  |
| 1910  | 40 720    | [ 6 ]  |
| 1925  | 42 182    | [ 6 ]  |
| 1933  | 41 478    | [ 6 ]  |
| 1939  | 43 428    | [ 6 ]  |
| 1946  | 64 099    | [ 7 ]  |

## Administrateurs de l'arrondissement
- 1816–1839 Ludwig von Helmolt (de)
- 1839–1869 Otto von Münchhausen (de)
- 1869–1878 Heinrich von Werthern (de)
- 1878–1897 Fritz von der Schulenburg
- 1898–1929 Friedemann von Münchhausen l'Ancien (de)
- 1929–1933 Reinhold Pöhlmann
- 1933–1941 Otto Bethke (de)
- 1941–9999 Paul-Friedrich Nebelung (de)
- 1942–1945 Georg Kreykenbohm (de)
- 1945–1950 Hugo Launicke (de)

## Constitution communale
L'arrondissement d'Eckartsberga est divisé en villes, en communes et - jusqu'à leur dissolution presque complète en 1929 - en districts de domaine indépendants. Avec l'introduction de la loi constitutionnelle prussienne sur les communes du 15 décembre 1933 et le code communal allemand du 30 janvier 1935, le principe du leader est imposé au niveau communal. Une nouvelle constitution de l'arrondissement n'est plus créée; les règlements d'arrondissement pour les provinces de Prusse-Orientale et Occidentale, de Brandebourg, de Poméranie, de Silésie et de Saxe du 19 mars 1881 est toujours en vigueur.

## Villes et communes

### Statut en 1945
En 1945, l'arrondissement d'Eckartsberga comprend cinq villes et 70 autres communes : 
| - Allerstedt - Altenbeichlingen - Auerstedt - Bachra - Backleben - Bad Bibra, ville - Battgendorf - Beichlingen - Billroda - Bilzingsleben - Borgau - Braunsroda b. Eckartsberga - Braunsroda b. Heldrungen - Bretleben - Bucha - Büchel - Burgheßler - Burgholzhausen - Burgwenden | - Burkersroda - Dermsdorf - Dietrichsroda - Donndorf - Eckartsberga, ville - Etzleben - Frankroda - Frohndorf - Garnbach - Gorsleben - Gößnitz - Griefstedt - Großmonra - Hauteroda - Heldrungen, ville - Hemleben - Herrengosserstedt - Hirschroda - Hohndorf | - Kahlwinkel - Kalbitz - Kannawurf - Kleinroda - Klosterhäseler - Kölleda, ville - Krawinkel - Langenroda - Leubingen - Lossa - Memleben - Millingsdorf - Nausitz - Niederholzhausen - Oberheldrungen - Ostramondra - Pleismar - Reinsdorf - Roldisleben | - Rothenberga - Sachsenburg - Saubach - Schafau - Schillingstedt - Schimmel - Seena - Steinbach - Steinburg - Stödten - Tauhardt - Thüßdorf - Tromsdorf - Wallroda - Wiehe, ville - Wischroda - Wohlmirstedt - Zeisdorf |

### Communes dissoutes avant 1945
- Bernsdorf, 1938 à Kahlwinkel
- Rettgenstedt, 1938 à Ostramondra
- Harras, 1939 à Oberheldrungen

### Changements de nom
À certains endroits, le C initial est remplacé par K en 1937 :
- Cannawurf → Kannawurf
- Cölleda → Kölleda
- Crawinkel → Krawinkel